# Cearkovo, Gabrovo
Cearkovo (în bulgară Чарково) este un sat în comuna Gabrovo, regiunea Gabrovo,  Bulgaria. 

## Demografie
Componența etnică a satului Cearkovo
     Bulgari (85,43%)
     Nicio identificare (14,56%)
     Altele (0%)
La recensământul din 2011, populația satului Cearkovo era de 151 locuitori. Din punct de vedere etnic, majoritatea locuitorilor (85,43%) erau bulgari. Pentru 14,56% din locuitori nu este cunoscută apartenența etnică.